# Fingerhut (Nähwerkzeug)

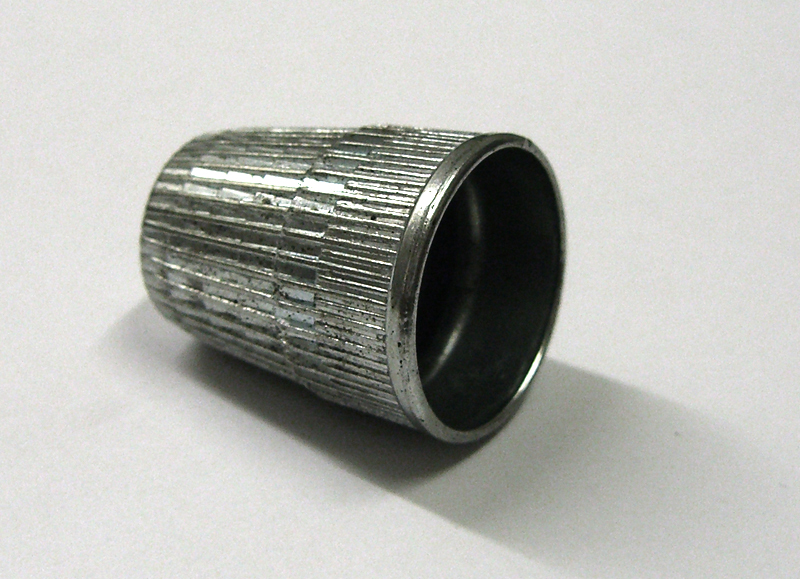
Fingerhut

Der Fingerhut ist ein mechanischer Schutz gegen unbeabsichtigtes Verletzen der Finger beim Nähen; vorgebeugt werden sollen hier nicht Verletzungen, die von der Nadelspitze drohen, sondern vielmehr solchen, die drohen, wenn mit dem Finger Druck auf das stumpfe hintere Nadelende ausgeübt wird. Aus alten Darstellungen geht hervor, dass diese kleinen Hüte häufig am Daumen getragen wurden.

## Geschichte

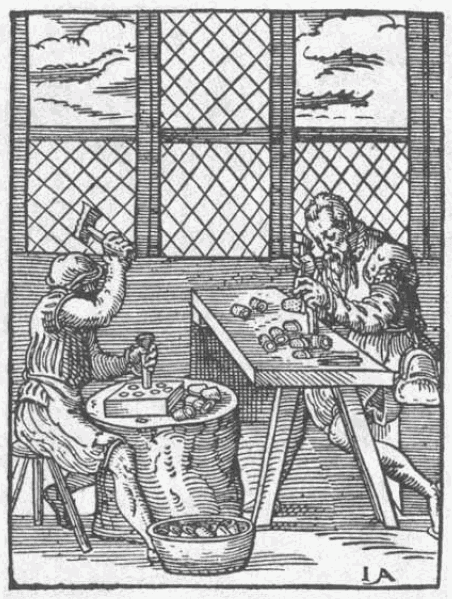
Der Fingerhueter aus Jost Ammans Ständebuch, 1568

Erstmals sind Fingerhüte – aus Knochen oder Elfenbein – in der Jungsteinzeit in der Nähe von Moskau belegt. Auch bei den Etruskern war der Fingerhut bereits um 500 v. Chr. gebräuchlich. In das Gebiet des heutigen Deutschlands kamen die Fingerhüte durch die Römer.
Im 15. Jahrhundert begann die massenweise Herstellung aus einer Vorform von Messing durch die Gelbgießer. Hochburgen der Fingerhutherstellung waren zu der Zeit Köln und Nürnberg. Im 17. Jahrhundert erfolgte die Herstellung auch in Fingerhutmühlen. Auch in den Niederlanden wurden beizeiten metallene Fingerhüte hergestellt: beispielsweise fertigte der Goldschmied Nikolas van Benschoten im Oktober 1684 einen Fingerschutz aus Edelmetall, den er als Geburtstagsgeschenk an Madame von Reusselaar sandte. Dem Geschenk war ein Begleitschreiben beigefügt, in dem er die Empfängerin bat, „diese neue Bekleidung zum Schutze ihrer fleißigen Finger als Beweis seiner Huld“ anzunehmen. Zwölf Jahre später brachte Johann Lotting den Fingerhut nach England und produzierte ihn bald in größerer Stückzahl. – Schließlich gab es auch in China Fingerhüte, die aus Perlmutt bestanden. Ein wertvolles Exemplar ist (war) ein Fingerhut der Königin von Siam, der aus Gold bestand und mit Diamenten besetzt war.
Fingerhüte wurden in den verschiedenen Zeitepochen aus unterschiedlichen Materialien wie Metall, Glas oder Porzellan hergestellt. – Sie sind inzwischen Sammelobjekte, da sie meist außen kunstvoll verziert worden sind. Eine der berühmtesten Sammlungen stammt aus dem Nachlass der Gebrüder Gabler in Schorndorf. 1982 wurde in Creglingen ein Fingerhutmuseum eröffnet. Hier sind Fingerhüte aller Art und andere Nähutensilien der Fingerhüterzunft zu sehen. Zu den in Deutschland bekannten Sammlern von Fingerhüten gehört die Politikerin Irmgard Edle von Traitteur (* 1926).
Die Form des Fingerhutes gab der gleichnamigen Pflanzengattung Digitalis (von lateinisch digitus „Finger“) den Namen.

## Formen, Größen, Trageweise

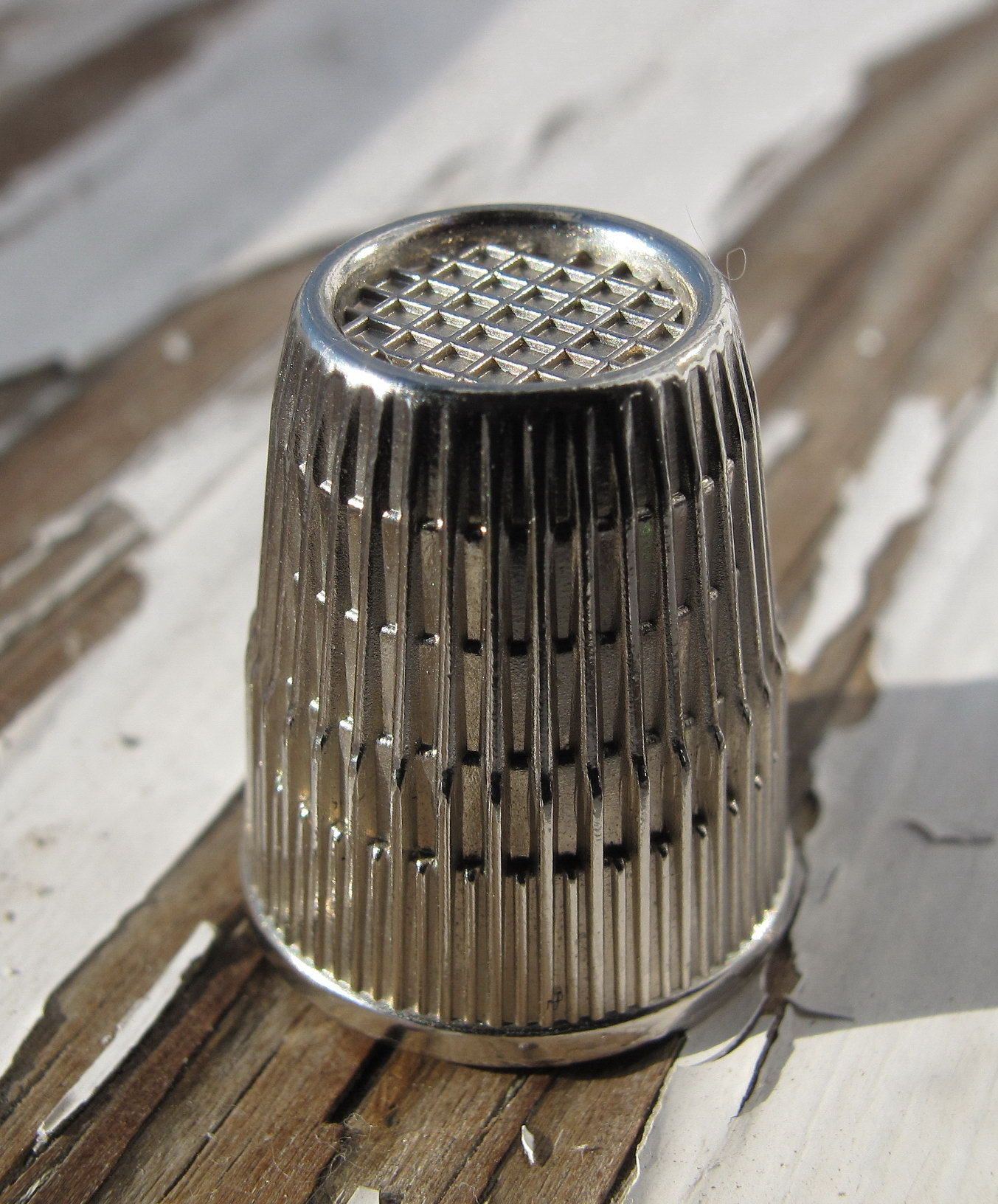
Fingerhut mit quadratischen Einbuchtungen an der Spitze

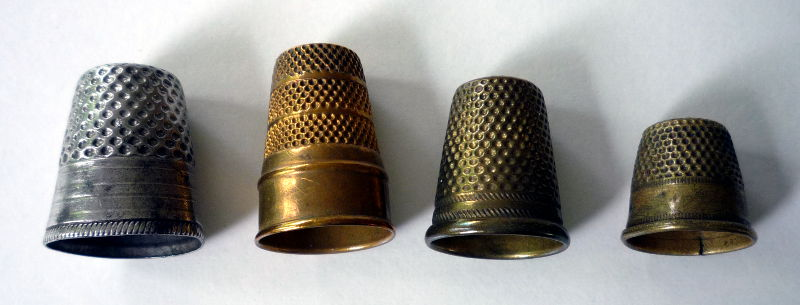
Verschiedene Fingerhüte mit den am meisten gebräuchlichen runden Grübchen (Deutschland ca. erste Hälfte des 20. Jh.)

Meist sind Fingerhüte mit kleinen Grübchen versehen, die der Nähnadel einen rutschsicheren Halt geben. Sie werden in verschiedenen Größen hergestellt, die sich nach der Dicke der Finger der Arbeitshand richten. Fingerhüte können sowohl die Form eines Bechers haben (siehe Abbildung) als auch die Form einer beidseitig offenen Röhre, dann heißen sie Ring oder Nähring. Getragen werden sie im Allgemeinen auf dem Mittelfinger der Arbeitshand.
Heutige Fingerhüte aus Silikon werden in der Regel auf Daumen und Zeigefinger gesteckt, zwischen denen die Nähnadel gehalten wird. Sie erfüllen ihren Zweck deutlich besser als ihre historischen Vorbilder aus festem Material. Trotz der Schutzwirkung bleibt die Nadel mit dem Tastsinn spürbar und kann so feinfühliger gehandhabt werden. Zudem haftet das Silikon besser an der Nadel, so dass diese besser mit mehr Kraft durch dicke Stoffe durchgestochen werden kann.

## Sonstige Verwendung von Fingerhüten
In der Musik des Skiffle werden Fingerhüte (meist auf allen Fingern getragen) verwendet, um Schlaginstrumente zu bedienen. Besonders das Waschbrett lässt sich mit Fingerhüten durch Schlagen und Reiben sehr effektvoll bedienen.
Bei Saiteninstrumenten kann durch die Verwendung von Fingerhüten die durch eine bestimmte Anzahl von möglichen Tönen auf dem Griffbrett verursachte Begrenzung der Töne erweitert werden. Ein Vertreter dieser Technik ist beispielsweise der Rockgitarrist Ron „Bumblefoot“ Thal.

## Die Hersteller der Finger-Schutz-Kappen
Die Hersteller von Fingerhüten wurden Fingerhüter oder Fingerhutmacher genannt. Sie produzierten handwerklich die Fingerschützer aus Messing- oder Eisenblechstreifen mithilfe stählerner Stanzen und Punzen.
Im Jahr 1373 wurde die Zunft der Fingerhutmacher in Nürnberg erstmals erwähnt. Und um 1500 zeigte ein Druckwerk erste Meisterstücke im Fingerhuthandwerk in Nürnberg. Seit 1537 waren sie dort einer Berufsordnung unterworfen und Fingerhüter galt damit als geschützter Beruf. Er hatte sich aus dem Handwerk der Messingbrenner entwickelt, die aus Kupfer und Zinkerz Messing-Bleche erzeugten. In Nürnberg gelang erstmals die Herstellung von dehnbarem Messing, eine Voraussetzung für das arbeitssparende Tiefziehen. Bis 1530 musste jeder Fingerhut einzeln gegossen werden. Die Nürnberger Fingerhüte gehörten zu den weltweit gehandelten Exportartikeln und wurden millionenfach produziert.
Jost Ammann veröffentlichte gegen 1568 ein Gedicht von Hans Sachs, in dem die Herstellung der Fingerhüte poetisch dargestellt wurde:
Aus Messing mach ich Fingerhüt,

Gar mancherly art, eng und weit.

Blechweiß, werden im Feuwer glüt.

Für Schuster und Schneider bereit,

Denn in das Eisen glenck getriebn.

Für Seidensticker und Näterin,

Darnach Löchlein darein gehiebn.

Deß Handwerks ich ein Meister bin.

## Symbolik
Der Fingerhut gilt traditionell als Symbol für weibliche Häuslichkeit und Kunstfertigkeit. In der amerikanischen Kolonialgeschichte galt das Geschenk eines Fingerhuts an eine junge Frau auch als Ausdruck des Wunsches, sie zu heiraten. Mit starken sexuellen Implikationen hat Michael Ondaatje das Motiv in seinem Roman Der englische Patient (1992) verwendet; Ladislav Almásy schenkt hier seiner verheirateten Geliebten, Katherine Clifton, einen mit Safran gefüllten Fingerhut, den sie an einer Schnur um den Hals trägt.

## Einige Beispiele

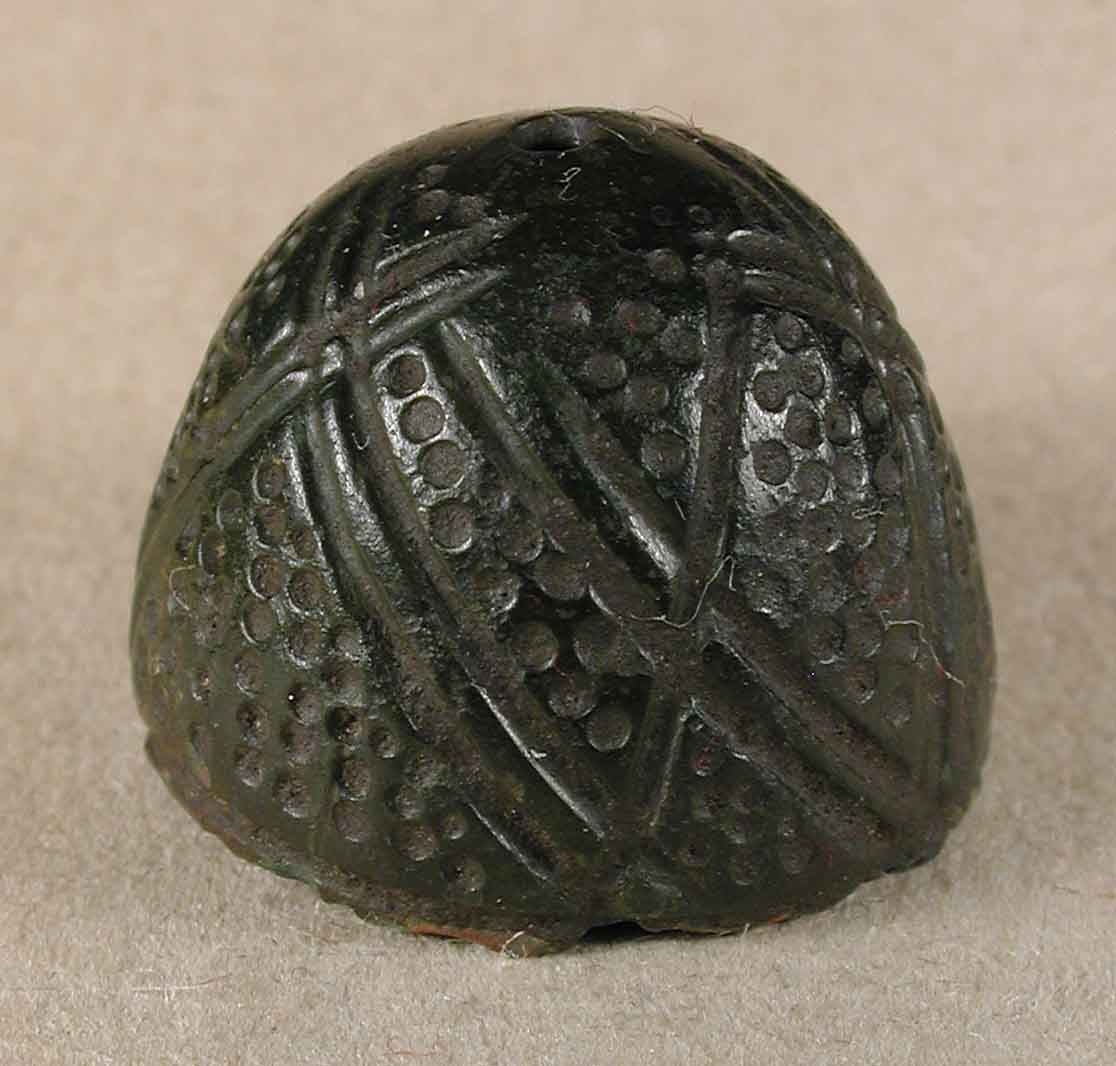
Antiker Messingfingerhut, ca. 14. Jahrhundert (Nürnberg)
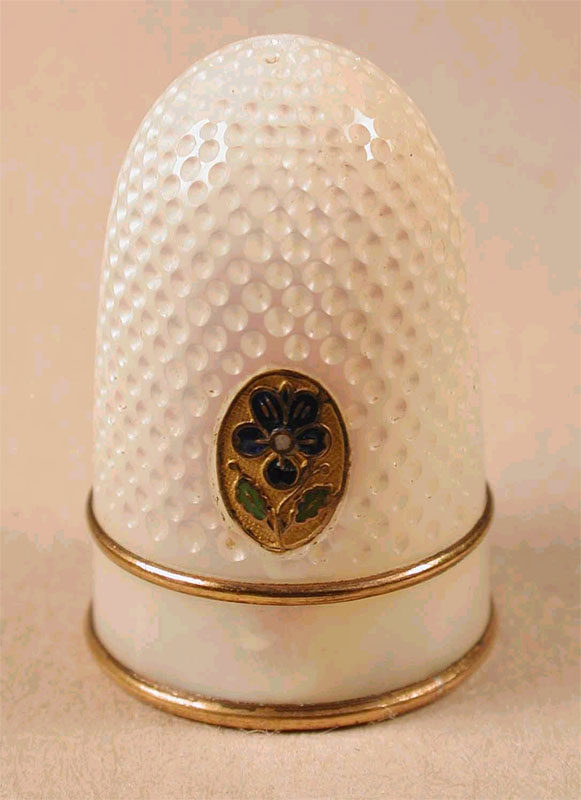
Fingerhut aus Perlmutt, Palais Royal (Frankreich)
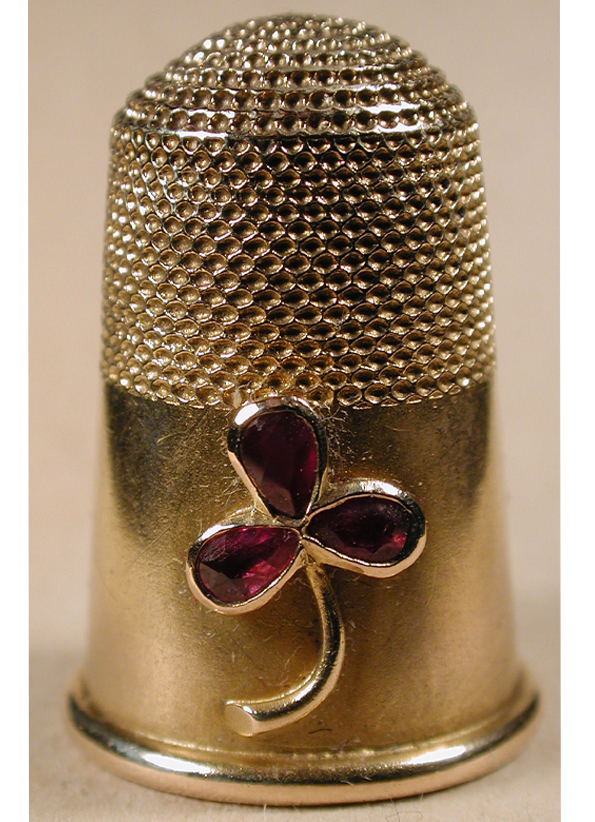
Goldener Fingerhut (Russland)
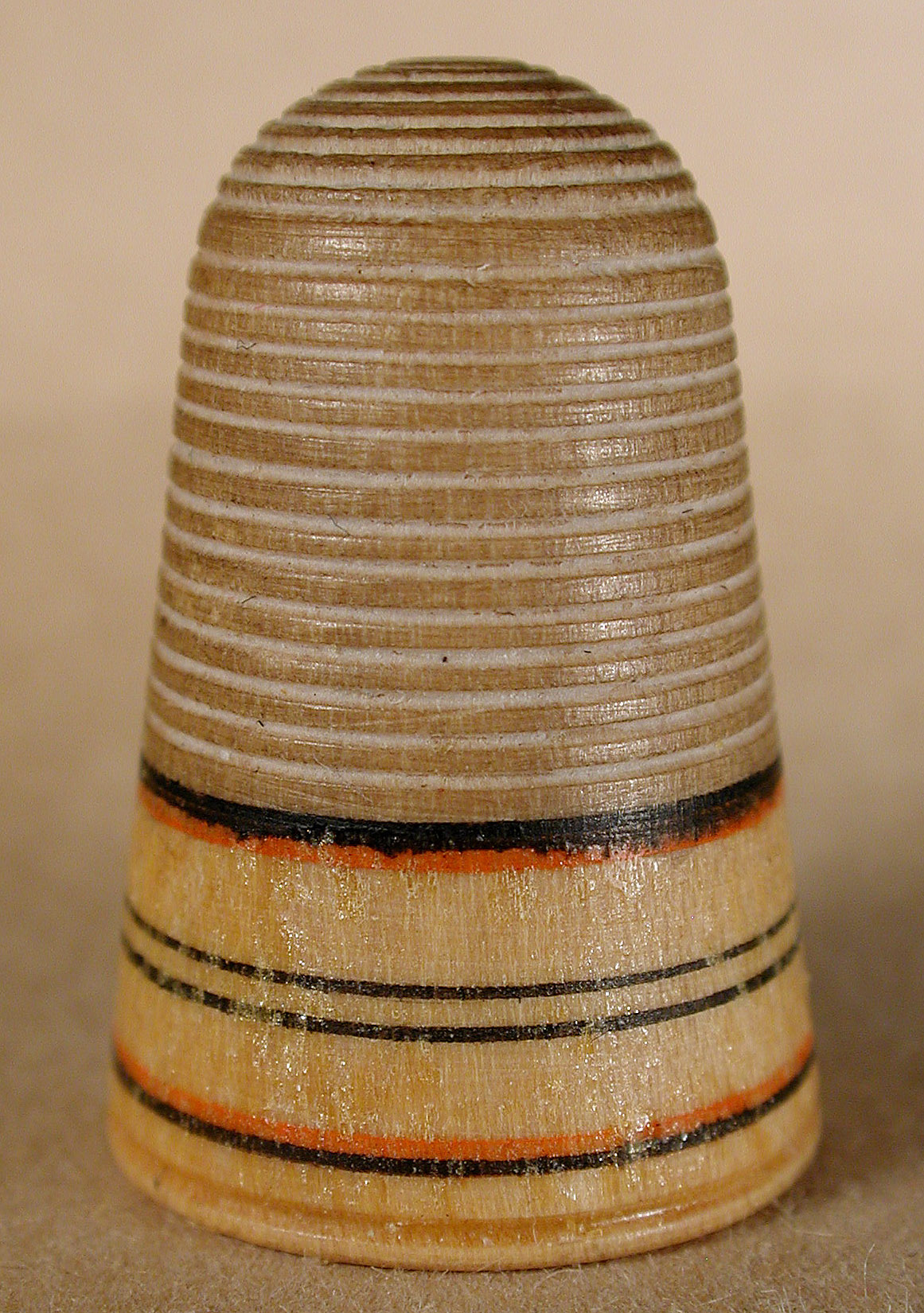
Hölzerner Fingerhut
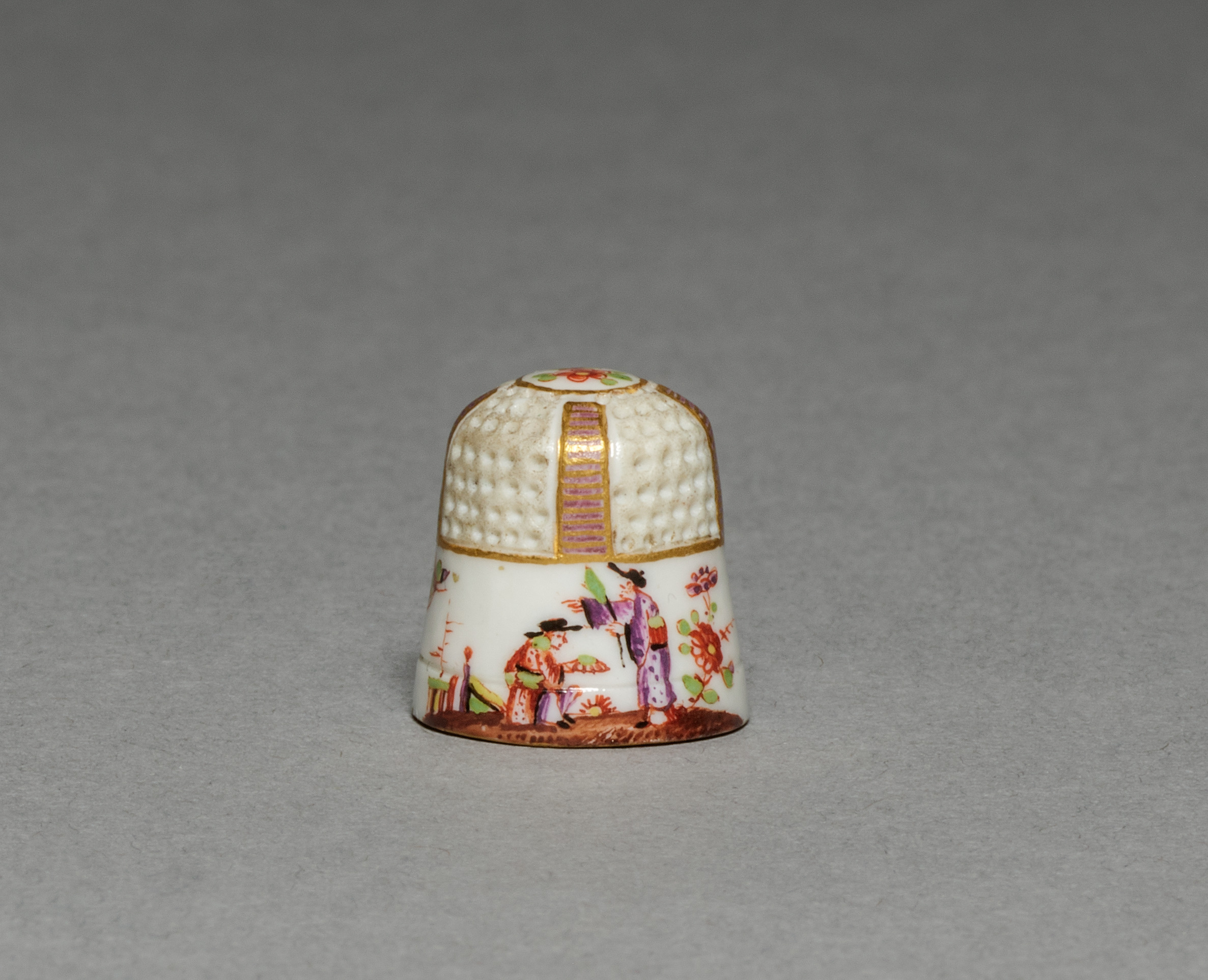
Englischer Metallfingerhut mit Emaillebemalung, Mitte des 18. Jahrhunderts (Cleveland Museum of Art)
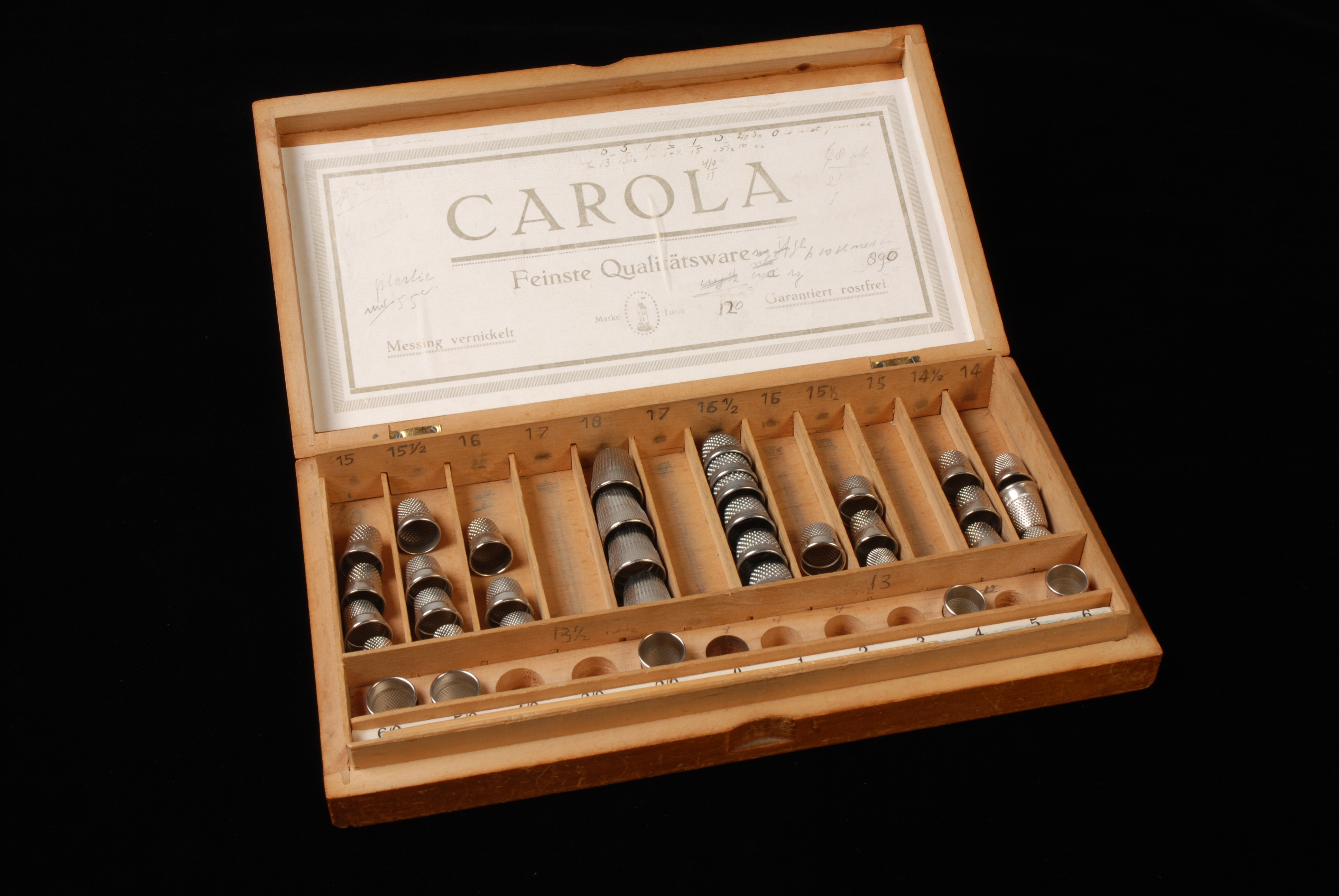
Kasten mit Metallfingerhüten, ca. 1950–65 (Westdeutschland)
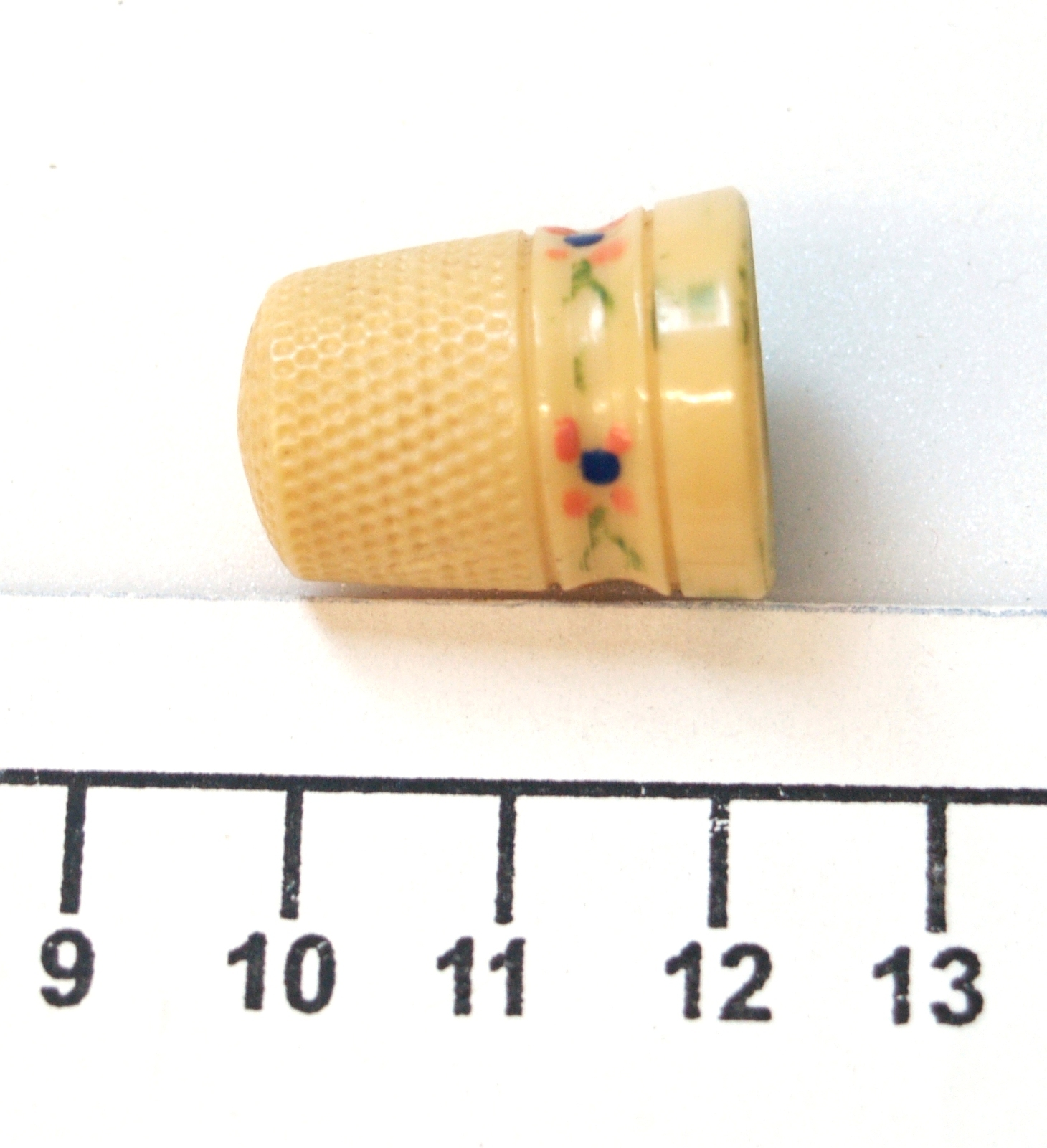
Fingerhut aus bemaltem Knochen (Auckland War Memorial Museum)